# Olecko Centrum
Olecko Centrum – zlikwidowany przystanek kolejowy Oleckiej Kolei Wąskotorowej. Znajdował się w Olecku, w województwie warmińsko-mazurskim, w Polsce. Funkcjonował w latach 1911 - 1945 i został zlikwidowany ze względu na fakt, że Olecka Kolej Wąskotorowa nie została odbudowana po zniszczeniach wojennych. 